# Arnaud
Arnaud (haitisk kreol: Ano) är en kommun i Haiti.   Den ligger i departementet Nippes, i den sydvästra delen av landet, 110 km väster om huvudstaden Port-au-Prince. Antalet invånare är 18 842.
Terrängen runt Arnaud är huvudsakligen kuperad, men den allra närmaste omgivningen är platt. Omgivningarna runt Arnaud är en mosaik av jordbruksmark och naturlig växtlighet.